# Fernando Sabino
Fernando Sabino (Belo Horizonte, 12 ottobre 1923 – Rio de Janeiro, 11 ottobre 2004) è stato uno scrittore e giornalista brasiliano.

## Biografia
Fernando Tavares Sabino, figlio di Domingos Sabino, rappresentante di commercio e di Odete Tavares Sabino, nacque il 12 ottobre del 1923 a Belo Horizonte.
Nel 1930, dopo aver imparato a leggere e scrivere sotto la guida della madre, entra nel corso "Grupo Escolar Afonso Pena”. Suo compagno di classe è Hélio Pellegrino, al quale era legato da amicizia sin dall'infanzia. Avido lettore, in questo periodo della sua vita si narra che gli capiti frequentemente di arrivare a casa con un bernoccolo per aver sbattuto la testa contro un palo della luce nel camminare mentre leggeva un libro.
Fin da piccolo mostra la sua inclinazione per la musica, ascoltando attentamente suo padre e sua madre intenti a suonare il pianoforte. 
Durante l'adolescenza, è chiamato a condurre il programma radiofonico per bambini Gurilandia e comincia a collaborare con articoli, cronache e racconti a diverse riviste della città, conquistando premi in vari concorsi.
All'inizio degli anni quaranta si iscrive alla facoltà di diritto e fa il suo ingresso ufficiale nel mondo del giornalismo professionale come redattore del quotidiano Folha de Minas. Il suo primo libro di racconti, Os grilos nao cantam mais, viene pubblicato nel 1941.
Diventa collaboratore regolare del giornale Correio da Manhã, dove conosce Vinícius de Moraes e ne diviene grande amico. Nel 1944 si trasferisce a Rio de Janeiro. Dopo essersi laureato in diritto presso la Faculdade Federal do Rio de Janeiro nel 1946, insieme con Vinícius de Moraes si trasferisce negli Stati Uniti e vive per due anni a New York.
Nel 1956 esce il romanzo O encontro marcado, una delle sue opere di maggior successo, che conta traduzioni in molte lingue e un adattamento teatrale. L’autore decide a quel punto - siamo nel 1957 - di dedicarsi esclusivamente alla carriera di scrittore e giornalista. Inizia una produzione quotidiana di cronache per il Jornal do Brasil, scrivendo mensilmente anche per la rivista Senhor. 
Nel 1960 pubblica il volume O homem nu per la casa editrice Editora do Autor, da lui fondata con Rubem Braga e Walter Acosta. Nel 1962 esce  A mulher do vizinho, insignito del Premio Fernando Chinaglia, attribuito del Pen Club del Brasile.
Nel 1966 segue la Coppa del Mondo di calcio come inviato in Inghilterra del Jornal do Brasil Fonda nel 1967, insieme a Rubem Braga, l'Editora Sabiá, casa editrice che pubblica libri di autori come Vinícius de Moraes, Paulo Mendes Campos, Otto Lara Resende, Carlos Drummond de Andrade, Manuel Bandeira, Cecília Meireles e Clarice Lispector.
Nel 1979 pubblica il romanzo O grande mentecapto, iniziato più di trent'anni prima. Con quest'opera vince l'ambito "Prêmio Jabuti". Il romanzo diverrà, nel 1989, anche un film, diretto da Oswaldo Caldeira, e verrà successivamente adattato per il teatro. Nel giugno del 1999 riceve dall'"Academia Brasileira de Letras" il premio Machado de Assis per l'insieme della sua opera.
Ammalatosi di cancro al fegato muore nella sua casa di Ipanema, nella zona sud di Rio de Janeiro, alla vigilia del suo ottantunesimo compleanno. Il suo epitaffio recita: Aqui jaz Fernando Sabino, que nasceu homem e morreu menino (Qui giace Fernando Sabino, che nacque uomo e morì bambino).

## Opere letterarie
- Os grilos não cantam mais (1941, Pongetti)]
- A marca (1944, José Olympio)
- A cidade vazia (1950, O Cruzeiro)
- A vida real (1952, Editora A Noite)
- O encontro marcado (1956, Civilização Brasileira)
- O homem nu (1960, Editora do Autor)
- A mulher do vizinho (1962, Editora do Autor)
- A companheira de viagem (1965, Editora do Autor)
- A inglesa deslumbrada (1967, Sabiá)
- Gente (1975, Record)
- Deixa o Alfredo falar! (1976, Record)
- O Encontro das Águas (1977, Record)
- O grande mentecapto (1979, Record)
- A falta que ela me faz (1980, Record)
- O menino no espelho (1982, Record)
- O Gato Sou Eu (1983, Record)
- Macacos me mordam (1984, Record)
- A vitória da infância (1984, Editora Nacional)
- A faca de dois Gumes (1985, Record)
- O Pintor que pintou o sete (1987, Berlendis & Vertecchia)
- Martini Seco (1987, Ática)
- O tabuleiro das damas (1988, Record)
- De cabeça para baixo (1989, Record)
- A volta por cima (1990, Record)
- Zélia, uma paixão (1991, Record)
- O bom ladrão (1992, Ática)
- Aqui estamos todos nus (1993, Record)
- Os restos mortais (1993, Ática)
- A nudez da verdade (1994, Ática)
- Com a graça de Deus (1995, Record)
- O outro gume da faca (1996, Ática)
- Um corpo de mulher (1997, Ática)
- O homem feito (1998, Ática)
- Amor de Capitu (1998, Ática)
- No fim dá certo (1998, Record)
- A chave do enigma (1999, Record)
- O galo músico (1999, Record)
- Cara ou coroa? (2000, Ática)
- Duas novelas de amor (2000, Ática)
- Livro aberto - Páginas soltas ao longo do tempo (2001, Record)
- Cartas perto do coração - correspondência com Clarice Lispector (2001, Record)
- Cartas na mesa - correspondência com Paulo Mendes Campos, Otto Lara Resende e Hélio Pellegrino (2002. Record)
- Os caçadores de mentira (2003, Rocco)
- Os movimentos simulados (2004, Record